# 水田白
水田白（学名：Mitrasacme pygmaea），又名矮形光巾草，为马钱科尖帽草属下的一种生草本植物，分布于澳洲与澳大利亚。

## 扩展阅读
- 維基物種上的相關：水田白